# Compsobuthus carmelitis
Espèce
Compsobuthus carmelitis est une espèce de scorpions de la famille des Buthidae.

## Distribution
Cette espèce est endémique d'Israël.

## Étymologie
Son nom d'espèce lui a été donné en référence au lieu de sa découverte, le mont Carmel.

## Publication originale
- Levy, Amitai & Shulov, 1973 : « New scorpions from Israel, Jordan and Arabia. » Zoological Journal of the Linnean Society, vol. 52, no 2, p. 113-140.